# Kamp (Fluss)
Der Kamp ist ein 153 Kilometer langer Fluss in Niederösterreich und damit der längste im Waldviertel. Er mündet nach anfangs etwa östlichem, am Ende etwa südlichem Lauf in Altenwörth von links in die Donau.

## Name
Der Name Kamp ist keltischen Ursprungs, geht auf das zutreffende Adjektiv *kamb- („krumm“) zurück und gehört zu den ältesten Namen der Region. Auch einige seiner Zuflüsse tragen Kamp im Namen. Der Historiker Karl Lechner verweist in seiner Geschichte der Besiedlung und der ursprünglichen Grundbesitzverteilung des Waldviertels auf eine mögliche Verbindung zwischen dem Flussnamen und dem keltischen Stamm der Kampoi, den der antike Geograph Ptolemäus im 2. Jahrhundert n. Chr. in seiner Geographike Hyphegesis erwähnt.

## Topographie

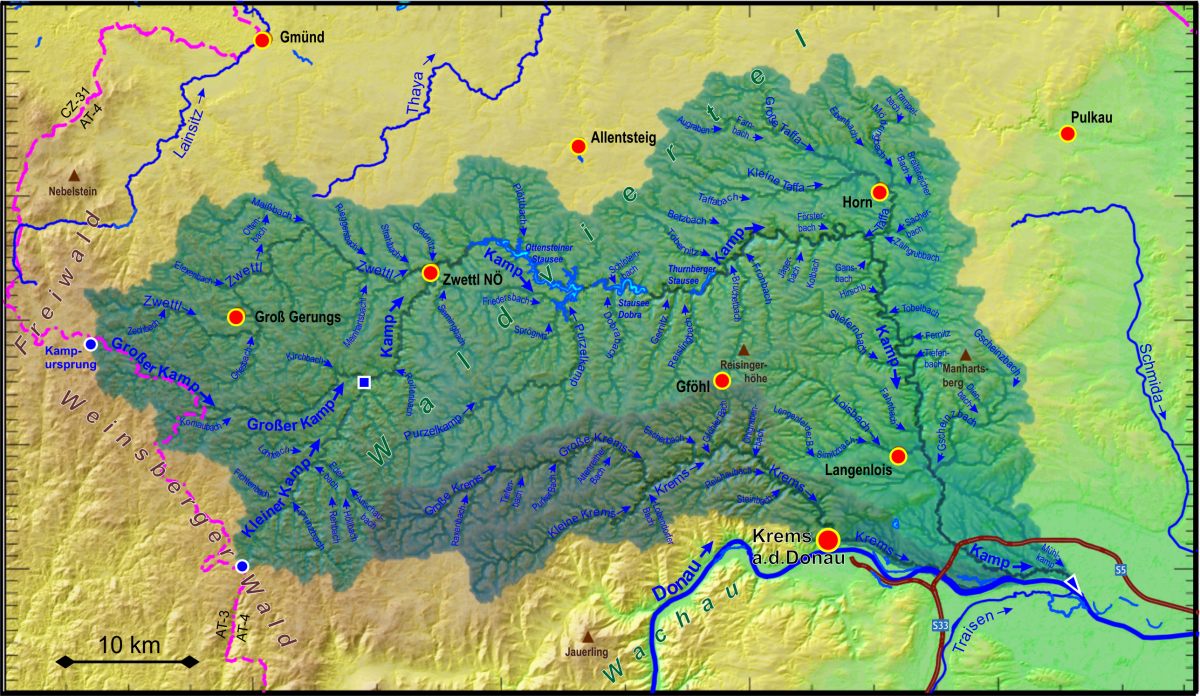
Einzugsgebiet des Kamp mit Teileinzugsgebiet der Krems

Der Kamp, der im Oberlauf auch als Großer Kamp bezeichnet wird, entspringt im Weinsberger Wald auf 920 Meter Seehöhe und mündet bei einer Seehöhe von 180 Meter östlich von Krems im Tullnerfeld in die Donau. Mit einer Einzugsgebietsgröße von 1753 km² ist er das größte Fließgewässer im Waldviertel. Das natürliche Abflussregime ist durch hohe Abflüsse im Frühjahr (März, April) und geringe Abflüsse im Spätherbst (Oktober, November) gekennzeichnet. Jedoch ist diese Abflusscharakteristik flussab durch die Errichtung von Staustufen verändert.

### Oberlauf
Der Kamp entspringt als Großer Kamp an der niederösterreichisch-oberösterreichischen Grenze im Weinsberger Wald. Der Kampursprung befindet sich nördlich von Liebenau in Oberösterreich, und der Fluss bildet auf seinen ersten Kilometern annähernd die Grenze zwischen den beiden Bundesländern.
Nennenswerte Zuflüsse im Oberlauf sind:
- Der Kleine Kamp (auch Ritterkamp[5]), der vom Norden des Weinsberger Waldes kommt – sein höchstgelegener Quellbach (Prinzbach) entspringt dem Kampleitenteich in 938 m Seehöhe – und der bei Rappottenstein in den Großen Kamp mündet,
- die Zwettl, die bei Zwettl in den Kamp mündet,
- der Purzelkamp, der bei Hummelberg auf 870 m Seehöhe entspringt und bei Rastenfeld in den Stausee Ottenstein mündet.

### Mittellauf
Der Kamp durchschneidet hier sein enges Tal in tiefen Mäandern und stellt ein beliebtes Ausflugsziel dar. Bis Rosenburg ist das Kamptal aber nur schwer zugänglich. Nur vereinzelt befinden sich Orte längs des Flusses, und streckenweise gibt es keine Straßenanbindung. Im Abschnitt zwischen Rosenburg und Langenlois weitet sich das Tal, ab hier wird der Fluss wirtschaftlich genutzt und das Tal ist dicht besiedelt, wie das Beispiel des Luftkurortes Gars am Kamp zeigt.
Zuflüsse im Mittellauf sind
- die Taffa, die in Rosenburg in den Kamp mündet,
- und kleinere Flüsse wie die Töbernitz, der Reislingbach und der Stiefernbach.

### Unterlauf
Bei Langenlois tritt der Kamp aus der Böhmischen Masse und ergießt sich in das Tullnerfeld. Durch Nutzung in Mühlen wird hier auch der Mühlkamp abgezweigt und näher an die Orte herangeführt als der hochwassergefährdete Kamp. Der Kamp mündete einst bei Grafenwörth in die Donau, im Zuge des Baues des Donaukraftwerkes Altenwörth wurde die Mündung des Kamps gemeinsam mit der Mündung der Krems nach Altenwörth verlegt, wo auch der Mühlkamp in die Donau mündet.
Zuflüsse im Unterlauf sind der Loisbach und der Gscheinzbach.

## Verkehr und Übergänge
Entlang des Kamps führt seit 1889 zwischen Hadersdorf am Kamp und Rosenburg die Kamptalbahn. Parallel dazu verläuft die Kamptal Straße (B 34).
Während der Kamp im Oberlauf und ab Rosenburg auch historisch leicht zu überschreiten war, ist er zwischen Ottenstein und Rosenburg nur schwer passierbar. Übergänge gibt es in Krumau, Wegscheid und Steinegg, wobei diese Orte längs des Kamps verkehrsmäßig nicht verbunden sind.

## Kamptalstauseen

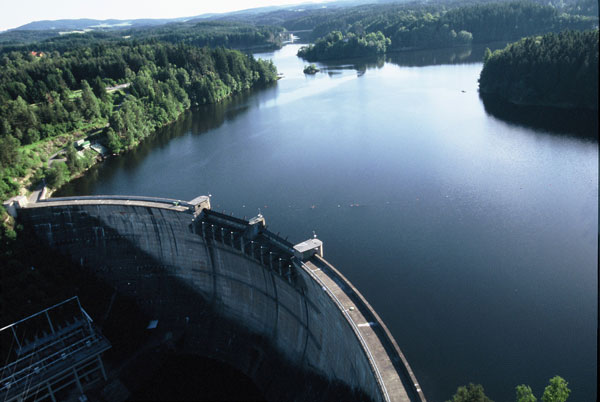
Stausee Ottenstein

Während der NS-Zeit wurde von der deutschen Wehrmacht der Truppenübungsplatz Allentsteig errichtet. Nach dem Zweiten Weltkrieg wurde der Truppenübungsplatz wesentlich verkleinert. Das Gebiet war jedoch durch die Zwangsumsiedlungen weitgehend unbewohnt. Dadurch war es verhältnismäßig einfach, Stauseen zu errichten. Im Oberlauf/Mittellauf wurden in den Jahren 1949 bis 1957 durch die heutige EVN drei Stauseen (Ottensteiner Stausee, Dobrastausee, Thurnberger Stausee) errichtet. 
Heute liegt nur mehr ein kleiner Teil des Ottensteiner Stausees unterhalb von Stift Zwettl im Gebiet des Truppenübungsplatzes.

## Kamptalkraftwerkskette ab 1957 – Tourismus versus Energiegewinnung
Auf die Sommerfrischen im mittleren und unteren Kamptal hatte die 1957 fertiggestellte Kamptalkraftwerkskette touristisch nachteilige Auswirkungen, die sich bald durch mehrere Effekte bemerkbar machten, die das Badevergnügen bleibend beeinträchtigt und den wirtschaftlichen Aufschwung der Kamptalsommerfrischen gebremst haben: Ausgerechnet während der Badesaison weist der Unterlauf des Kamps verminderten Wasserstand, geringere Wassertiefe, stärkere Versandung sowie spürbar niedrigere Wassertemperatur auf.
Die Ende der 1950er Jahre geäußerte Absicht, die Kamptalkraftwerkskette durch Speicherstauseen zu erweitern, die mittels Pumpkraftwerken mit Donauwasser befüllt werden sollten, scheiterte an den Kamptal-Bürgermeistern, deren Fremdenverkehrs- und Bäderreferenten befürchteten, dass dadurch die Kampflussbäder dem völligen Ruin preisgegeben wären.
Dem Einbruch des Fremdenverkehrs Mitte der 1970er Jahre folgte erneut die Absicht, den mittleren Kamp stärker für die Stromgewinnung zu nutzen. Gegen die geplante Errichtung weiterer Kraftwerke im Raum Rosenburg formierte sich um 1980 eine Bürgerinitiative. Ihre Interessen deckten sich mit den Vorstellungen des politisch, medial und wirtschaftlich einflussreichen „Gesundheitspapstes“ Willi Dungl, der seine Wiederbelebung des Garser Tourismus von einer intakten, naturnahen Umgebung abhängig machte. Sein sanftes Tourismus-Konzept setzte sich schließlich gegen den Ausbau der Kampkraftwerke durch.
Nach Dungls Tod spitzte sich der Wettstreit zwischen Tourismus und Stromerzeugung aus Wasserkraft aufs Neue zu. Das rund hundert Jahre alte Kraftwerksgebäude Rosenburg soll abgerissen und durch einen Neubau ersetzt werden. Eine neue Staumauer soll die alte um über zwei Meter überragen und den Stausee auf eine Länge von 1 km vergrößern. Zudem soll das Unterwasser auf 1 km Länge ausgebaggert werden, um zusätzlich nutzbare Fallhöhe zu gewinnen. Gegen diese geplante Zerstörung des intakten Fluss- und Aulebensraumes des mittleren Kamps, der 1998 wegen seiner Artenvielfalt und landschaftlichen Schönheit vom WWF und dem ressortzuständigen Bundesministerium zum „Flussheiligtum“ ernannt wurde, hat sich seit 2014 Widerstand durch den Niederösterreichischen Naturschutzbund, WWF und regionale Bürgerinitiativen organisiert. Es werden irreversible Schäden für die gesamte Flusslandschaft befürchtet. Die Überstauung im Oberwasser und die Eintiefung im Unterwasser sowie der Bau von Zufahrtsstraßen zu den Kraftwerksbaustellen würden eine wesentliche Beeinträchtigung für Ökologie, Schönheit und Erholungswert des mittleren Kamptals und damit der Sommerfrische Gars bedeuten, die 2003 zum Luftkurort ernannt worden ist.

## Tourismus

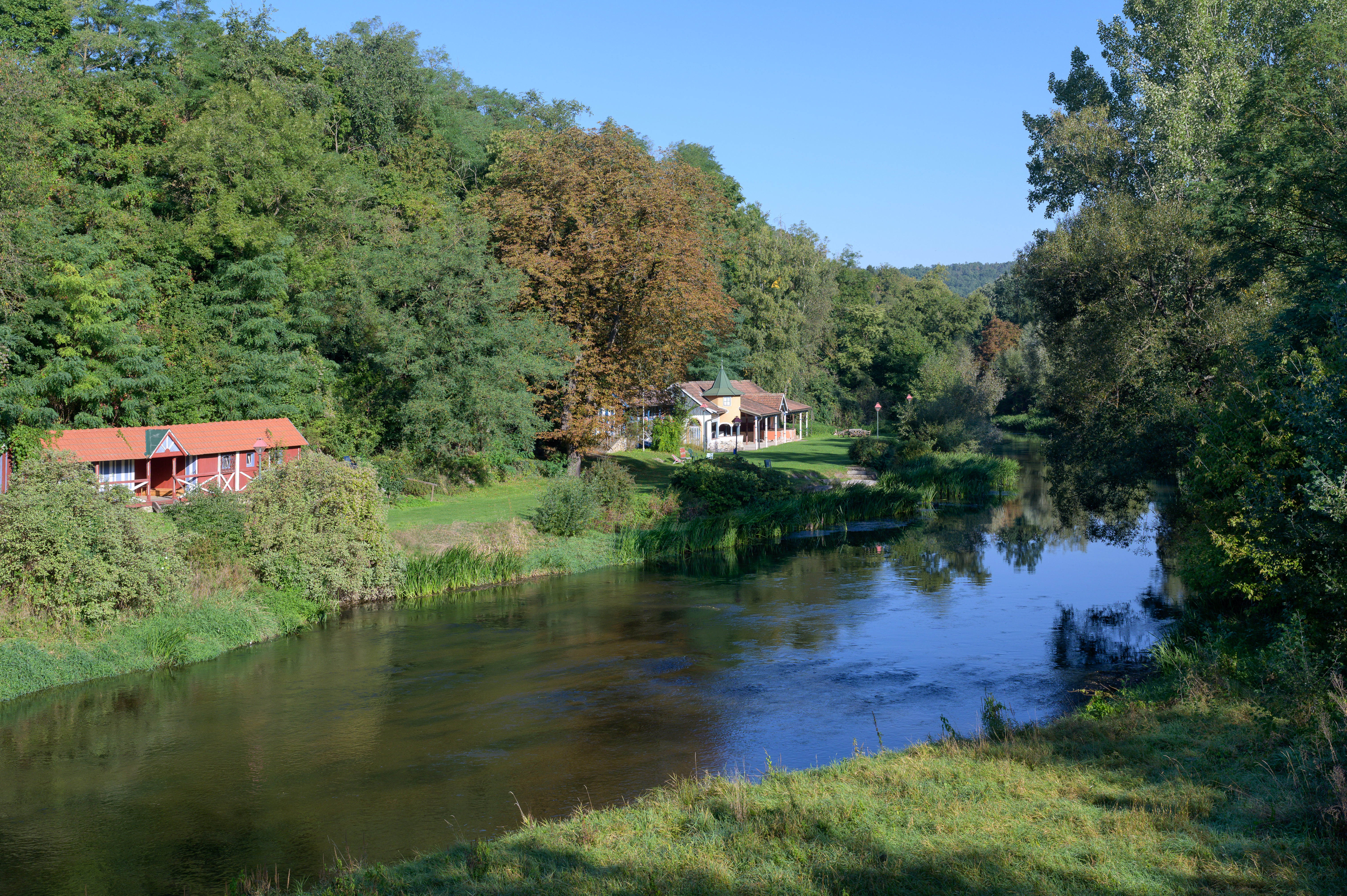
Flussbad Stiefern

Der Ottensteiner Stausee mit der Burg Ottenstein, aber auch das Kamptal selbst sind beliebte Erholungsgebiete. Im Unterlauf des Kamps liegt der Luftkurort Gars am Kamp, der Naturpark Kamptal sowie das Weinbaugebiet Kamptal. Letzteres umfasst alle Gemeinden des Gerichtsbezirkes Langenlois. Neben der Weinstadt Langenlois zählen dazu bekannte Weinbauorte wie Schönberg am Kamp, Zöbing, Gobelsburg oder Kammern. Hauptrebsorten des Gebietes sind der Grüne Veltliner und der Riesling. Letzterer findet seinen optimalen Anbau in den Lösshängen bei Heiligenstein und Seeberg.

## Hochwasser 2002
In die Schlagzeilen ist der Stausee Ottenstein während des Jahrhunderthochwassers des Jahres 2002 gekommen, als der EVN vorgeworfen wurde, die Schleusen zu spät geöffnet und damit ein Mitverschulden an der Hochwasserkatastrophe zu haben. Im Nachhinein konnte aber kein schuldhaftes Verhalten nachgewiesen werden.
Im Zuge dieses Hochwassers hat der Fluss zahlreiche Orte überschwemmt und sich zum Teil ein neues Bett gesucht. Als Schutz gegen neuerliche Hochwasser soll er wieder mehr Freiraum bekommen. Um die genauen Unterlagen für etwaige Rückhaltebecken und Auen zu bekommen, läuft auf der Universität für Bodenkultur Wien ein Forschungsprojekt, in dem Teile des Flusses maßstäblich nachgebaut werden.

## Bilder

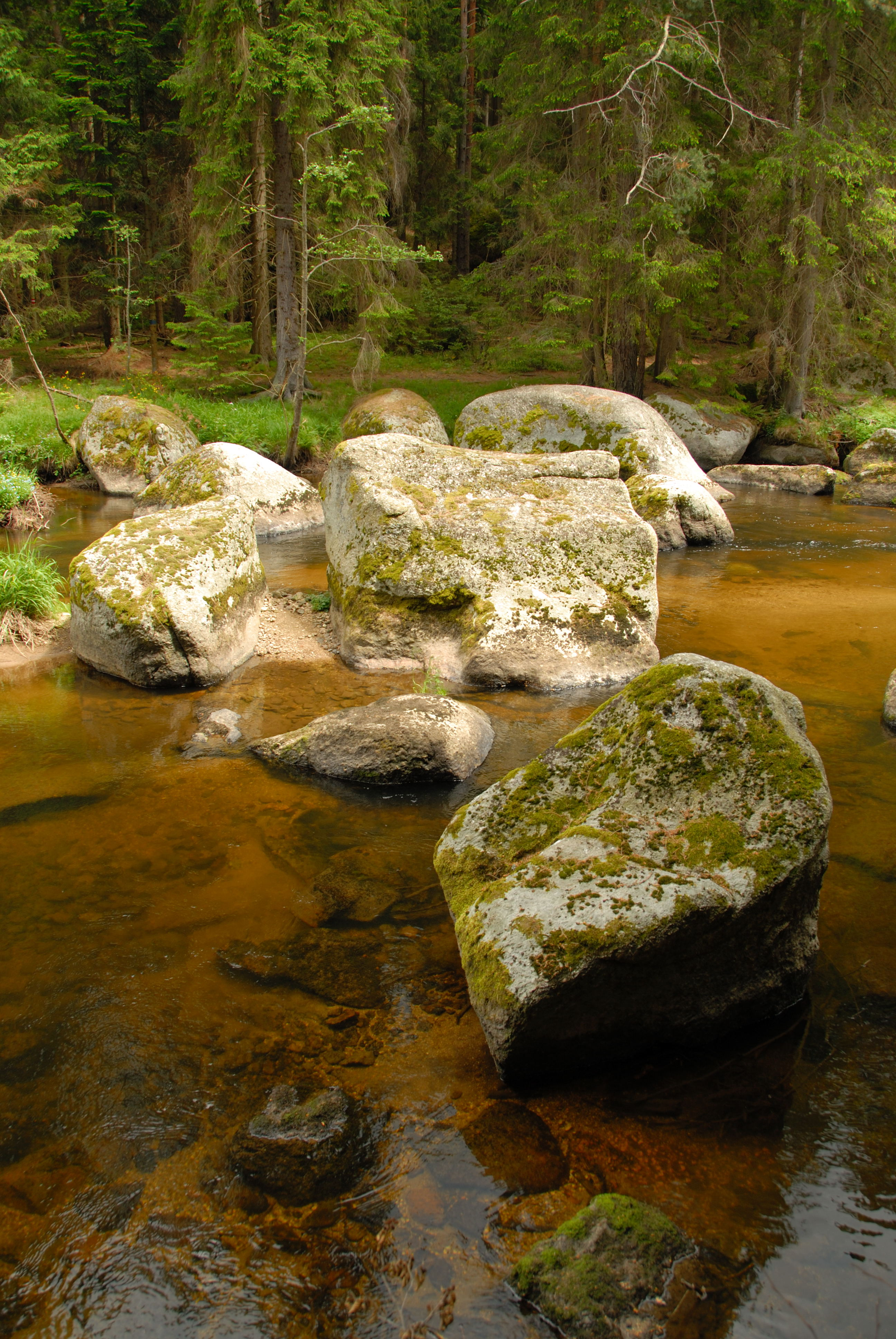
Kamp unterhalb von Roiten
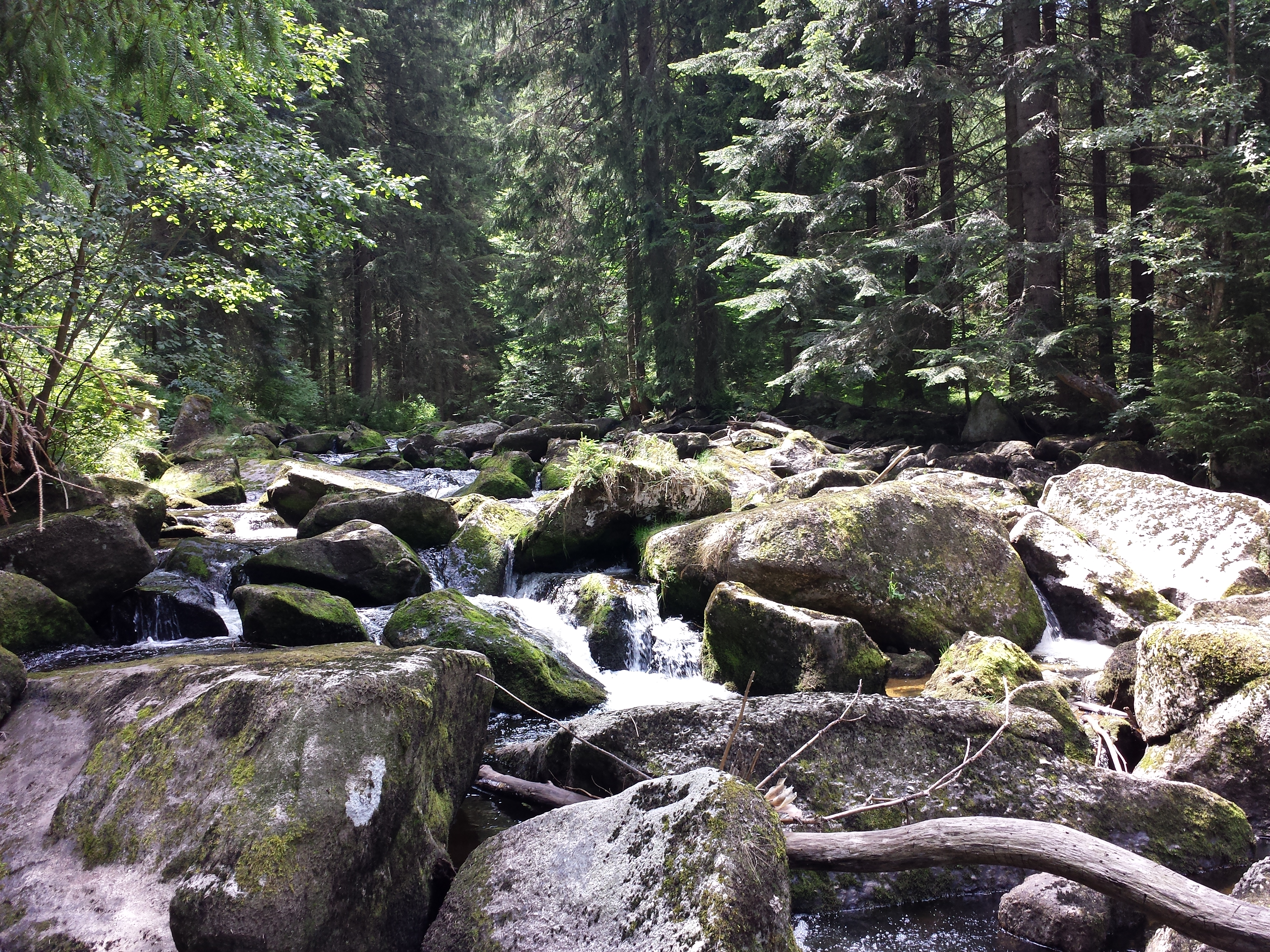
Höllfall
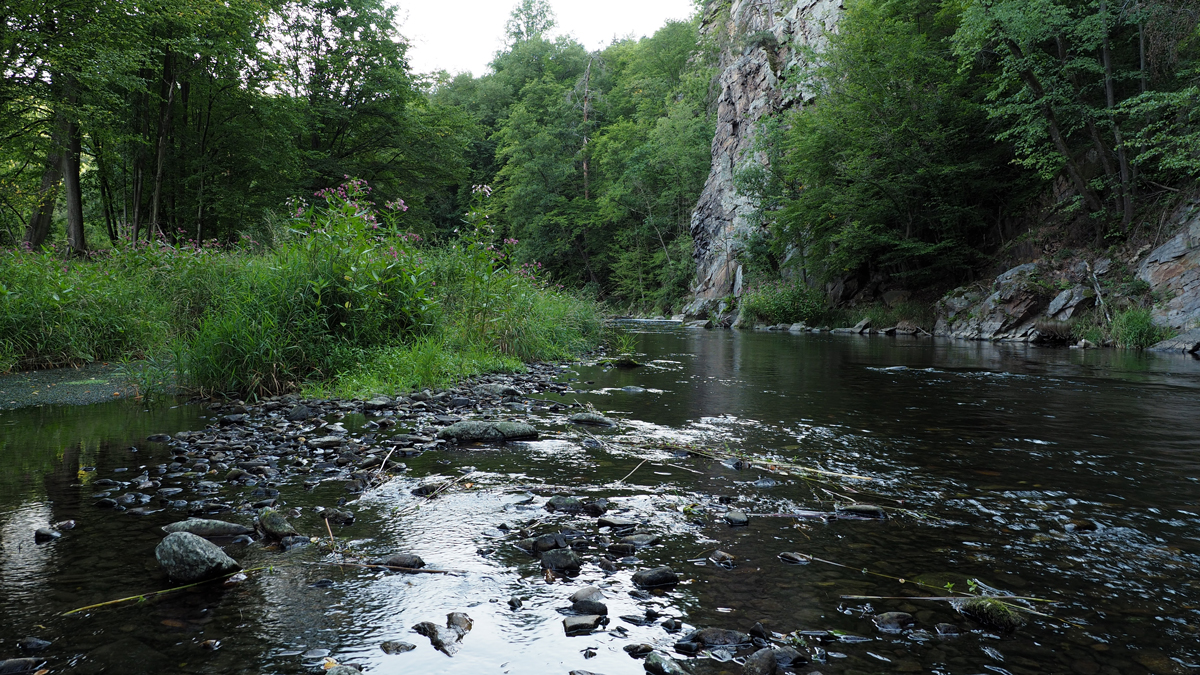
Kamp bei Steinegg; rechts die sogenannte Völkerwand
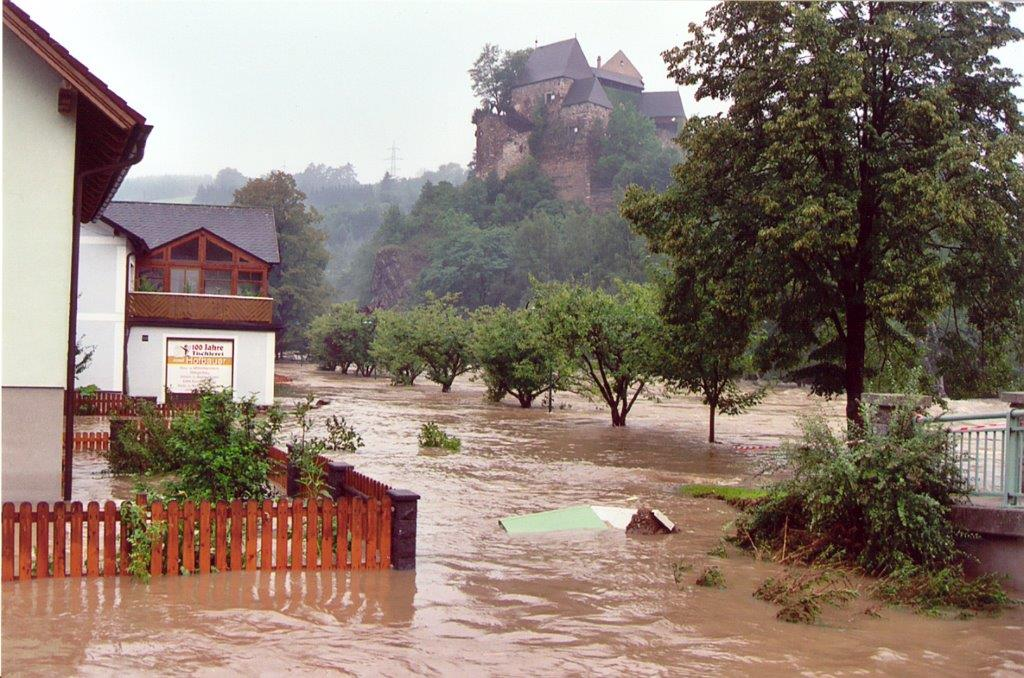
Hochwasser in Krumau am Kamp im Katastrophensommer 2002
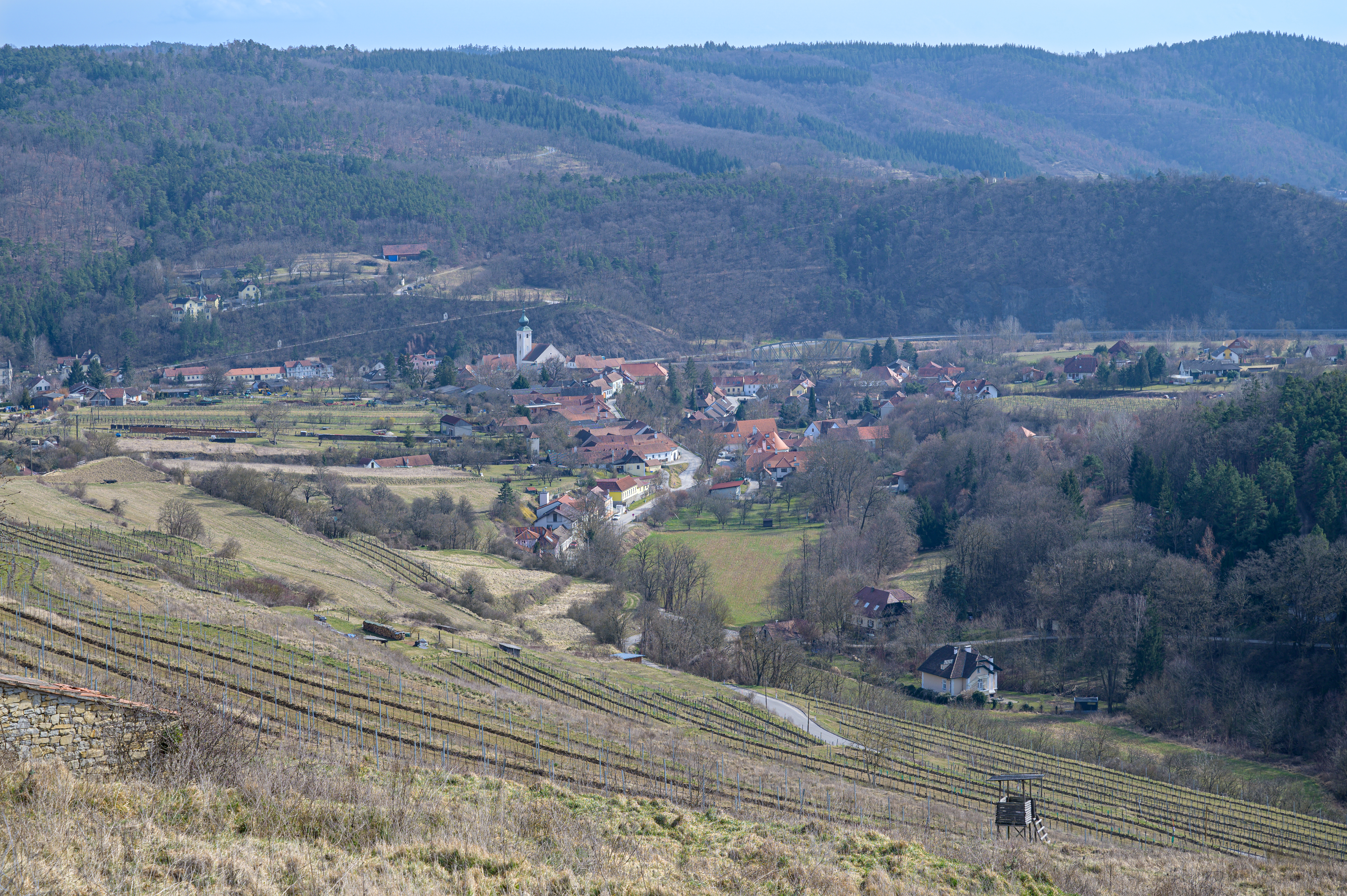
Kamptal bei Stiefern
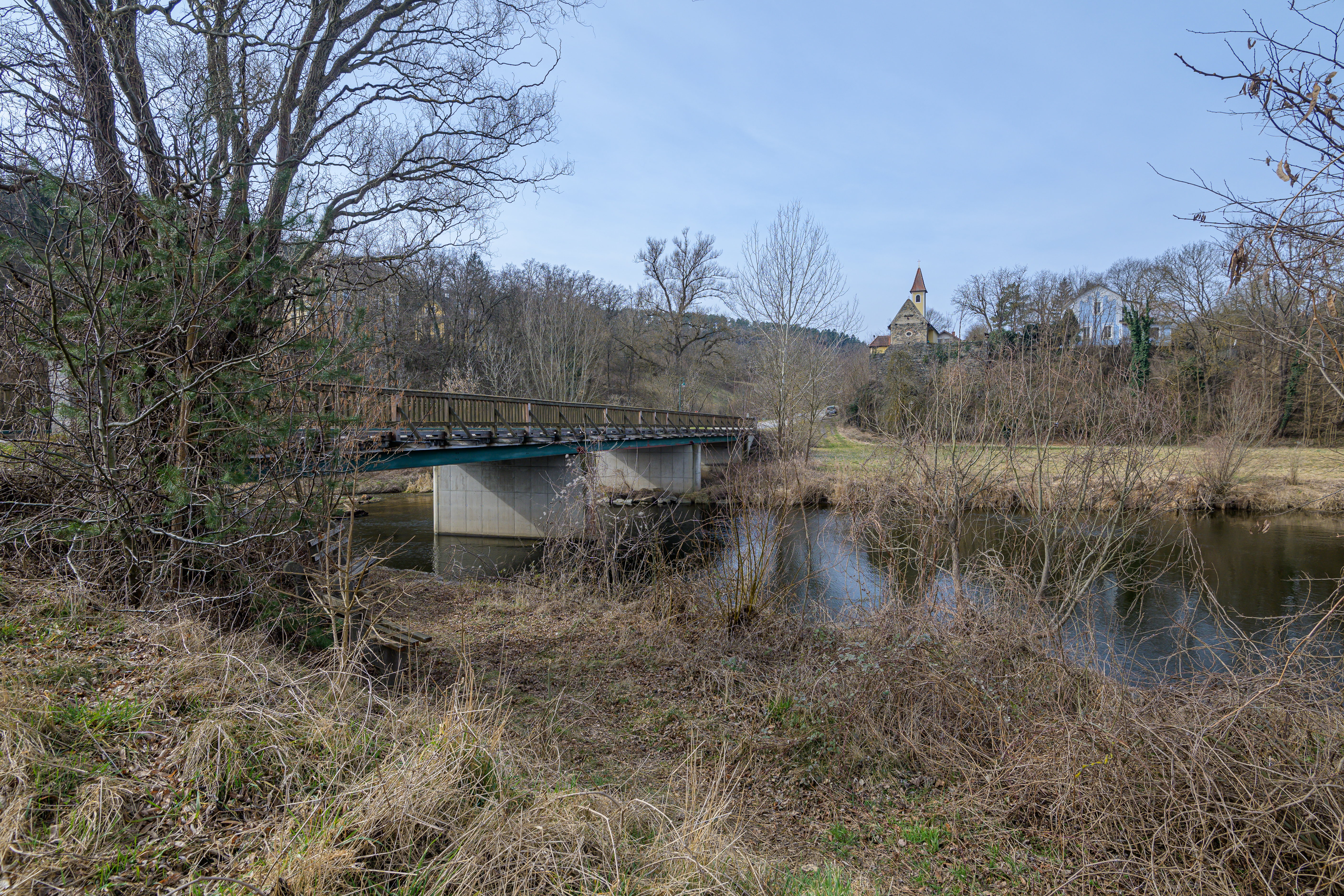
Brücke Plank - Oberplank
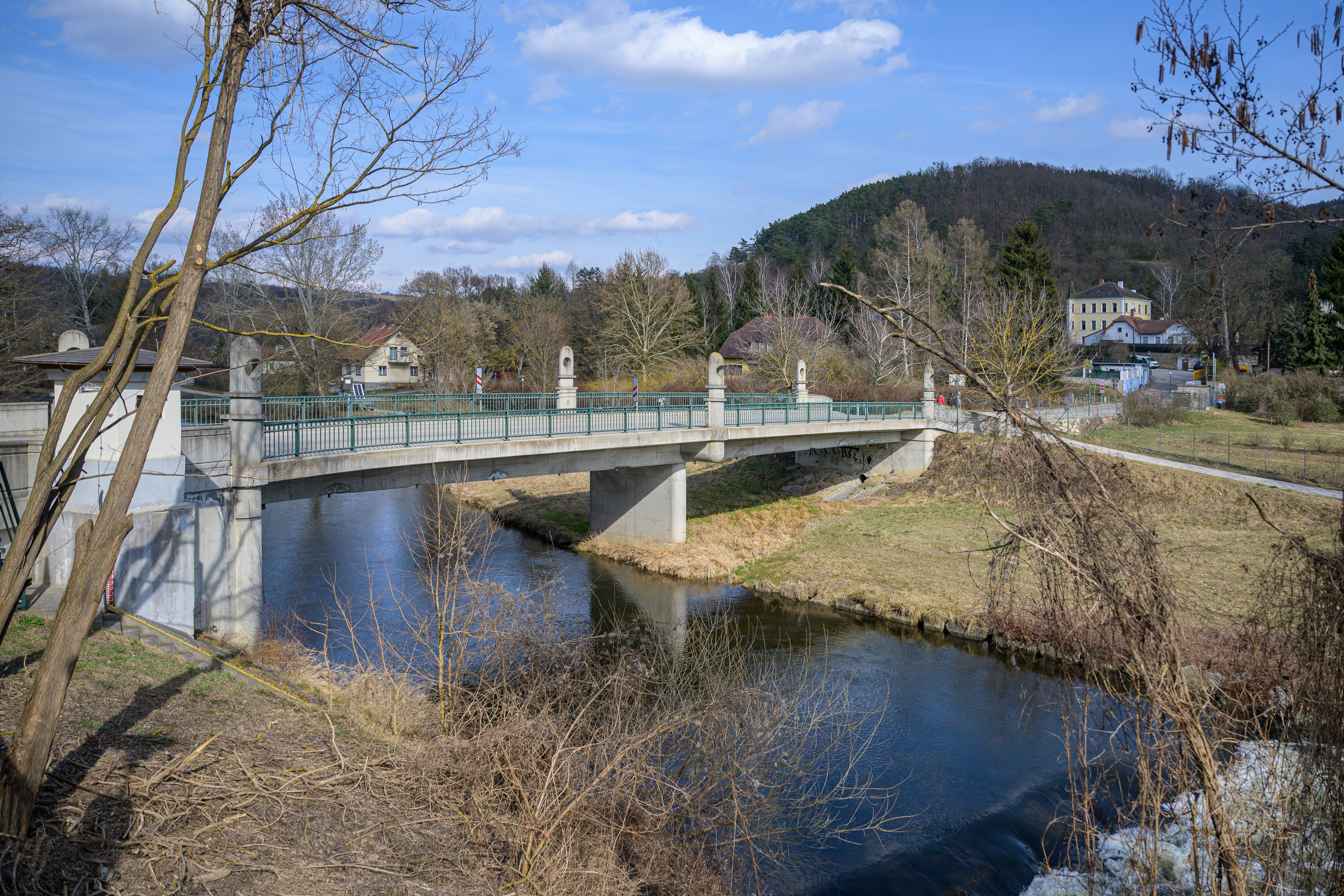
Straßenbrücke in Stiefern

## Film
- Kamp – Ein Fluss für alle Sinne. Dokumentarfilm, Österreich, 2006, 43:40 Min., Buch und Regie: Alfred Vendl, Produktion: ORF, Kamp – Ein Fluss für alle Sinne – Inhaltsangabe von 3sat.